# Tyche (mythologie)

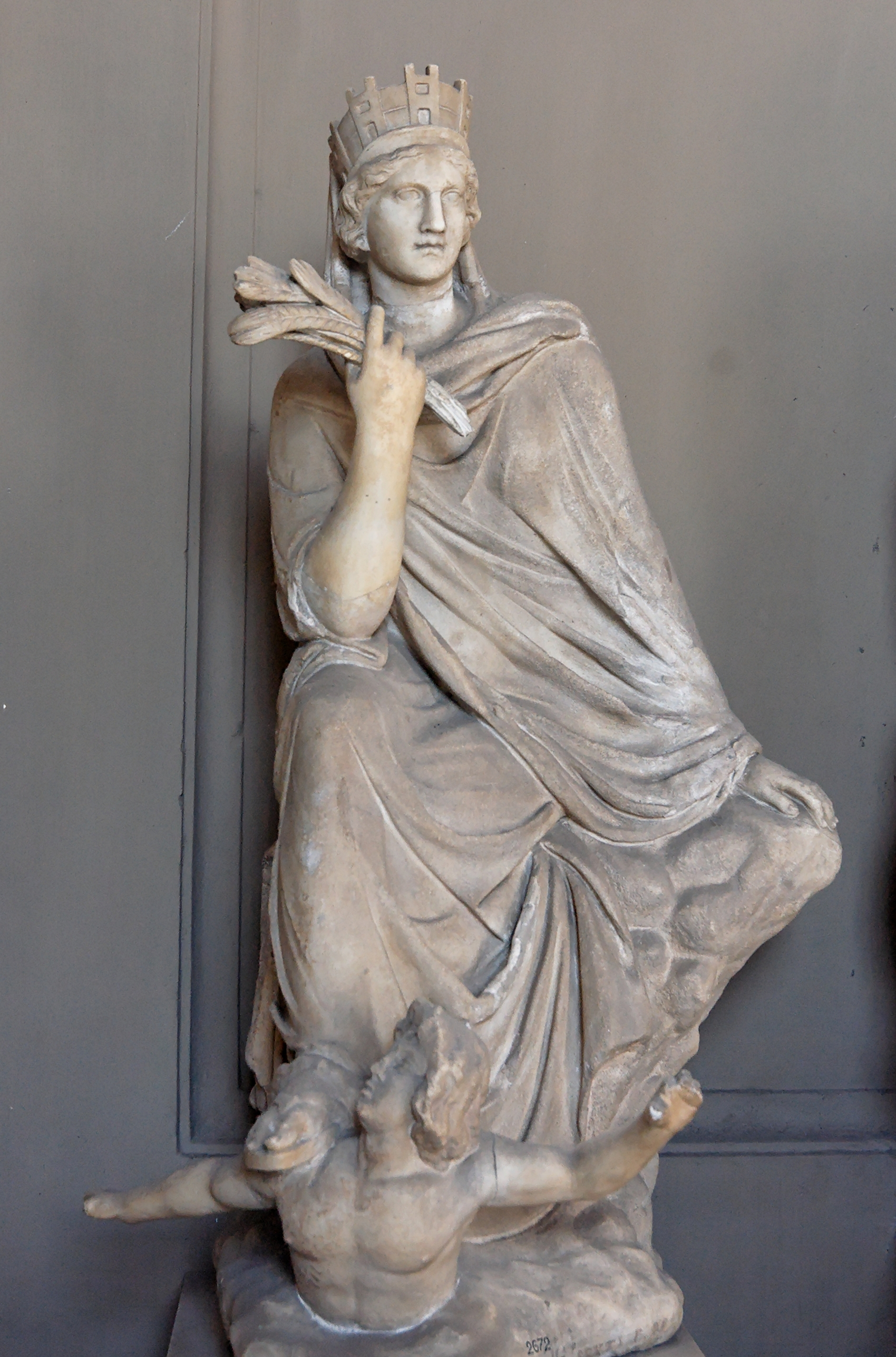
Beeld van Tyche ("Galleria dei Candelabri", Vaticaanse Musea).

Tyche (Grieks: lot) is in de Griekse mythologie de tegenhangster van de Romeinse Fortuna, de godin van het geluk, ongeluk en het lot.
Veel steden in het oude Griekenland beschouwden Tyche als hun beschermgodin. In die hoedanigheid droeg ze een kroon gemaakt van stadsmuren. In sommige mythen is ze een Oceanide, dochter van Tethys en Oceanus, volgens andere schrijvers was ze het kind van Zeus of Hermes en Aphrodite.